# Kokinac
Kokinac falu Horvátországban Belovár-Bilogora megyében. Közigazgatásilag Belovár községhez tartozik.

## Fekvése
Belovár központjától légvonalban 7, közúton 11 km-re délkeletre, Prespa és Nevinac között, a Ciglenski-patak partján fekszik.

## Története
A 17. századtól a török által elpusztított, kihalt területre folyamatosan telepítették be a keresztény lakosságot. 1774-ben az első katonai felmérés térképén a falu „Dorf Kokinecz” néven szerepel. A település katonai közigazgatás idején a kőrösi ezredhez tartozott. Lipszky János 1808-ban Budán kiadott repertóriumában „Kokinecz” néven szerepel.  
Nagy Lajos 1829-ben kiadott művében „Kokinecz” néven 26 házzal, 107 horvát és 29 ortodox vallású lakossal találjuk.
A katonai közigazgatás megszüntetése után Magyar Királyságon belül Horvátország részeként, Belovár-Kőrös vármegye Belovári járásának része volt. 1857-ben 218, 1910-ben 378 lakosa volt. Az 1910-es népszámlálás szerint a falu lakosságának 58%-a horvát, 23%-a magyar, 18%-a szerb anyanyelvű volt. 1918-ban az új szerb-horvát-szlovén állam, majd később Jugoszlávia része lett. 1941 és 1945 között a németbarát Független Horvát Államhoz, majd a háború után a szocialista Jugoszláviához tartozott. 1991-től a független Horvátország része. 1991-ben lakosságának 88%-a horvát, 5%-a szerb nemzetiségű volt. 2011-ben a településnek 197 lakosa volt.

## Lakossága
| Lakosság változása | Lakosság változása | Lakosság változása | Lakosság változása | Lakosság változása | Lakosság változása | Lakosság változása | Lakosság változása | Lakosság változása | Lakosság változása | Lakosság változása | Lakosság változása | Lakosság változása | Lakosság változása | Lakosság változása | Lakosság változása |
| ------------------ | ------------------ | ------------------ | ------------------ | ------------------ | ------------------ | ------------------ | ------------------ | ------------------ | ------------------ | ------------------ | ------------------ | ------------------ | ------------------ | ------------------ | ------------------ |
| 1857               | 1869               | 1880               | 1890               | 1900               | 1910               | 1921               | 1931               | 1948               | 1953               | 1961               | 1971               | 1981               | 1991               | 2001               | 2011               |
| 218                | 256                | 224                | 291                | 369                | 378                | 370                | 384                | 364                | 365                | 329                | 295                | 276                | 256                | 217                | 197                |